# Johann Karl Passavant
Johann Karl Passavant (* 22. April 1790 in Frankfurt am Main; † 14. April 1857 ebenda) war ein deutscher Arzt und religiöser Schriftsteller.

## Leben
Passavant wurde 1790 als Sohn des Kaufmanns Christian Passavant und Marie Elisabeth de Bary († 1805) geboren. Sein Onkel Jakob Ludwig Passavant, Pfarrer der deutsch-reformierten Gemeinde, hatte entscheidenden Einfluss auf seine Entwicklung. Johann Karl Passavant besuchte das Frankfurter Gymnasium und beschäftigte sich bereits als Kind mit religiösen Fragen und wollte einen geistlichen Beruf ausüben.
1807 begann er an der Universität Heidelberg Medizin zu studieren. 1809 wechselte er an die Universität Tübingen, wo er 1810 promovierte.  Bei einem Studienaufenthalt an Krankenhäusern in Wien spezialisierte er sich auf Augenheilkunde. Passavant überlegte weiterhin in einen geistlichen Beruf zu wechseln, blieb aber auf Drängen seines Vaters Arzt.
1816 ließ er sich erneut als praktischer Arzt in Frankfurt nieder. 1818 wurde er Hausarzt des Versorgungshauses, des von einer öffentlich-rechtlichen Stiftung neugegründeten ersten Frankfurter Altenheims. Passavant, der an animalischem Magnetismus interessiert war, freundete sich schnell mit Christian Ernst Neeff an, der ähnliche Interessen hatte. Wie Neeff setzte er sich in der Dr. Senckenbergischen Stiftung ein und hielt dort Vorträge.
1832 ging Passavant nach Wien, um dort Opfer der Cholera zu untersuchen. Bereits 1834 zog er allerdings wieder nach Frankfurt. Er beteiligte sich dort an der Neugründung des Physikalischen Vereins und wurde dessen Vorsitzender.
Ab 1840 beschäftigte er sich hauptsächlich mit theologischen Fragen. Passavant war der Meinung, Naturwissenschaft und Theologie seien vereinbar. Er war eng mit den Bischöfen Johann Michael Sailer und Melchior von Diepenbrock befreundet. Den Beruf des Arztes fasste Passavant als Arbeit am Reich Gottes auf. Bereits im Winter 1816 hatte er zusammen mit seinem Vater eine Reise nach Rom unternommen, wo er eine Audienz bei Papst Pius VII. bekam. Mit ihm sprach er über seinen Wunsch nach einer zusammengeführten Kirche aus beiden Konfessionen, Protestantismus und Katholizismus.
Passavant war bis zu seinem Tod 1857 mit Marianne Lessing verheiratet, einer Verwandten von Gotthold Ephraim Lessing.

## Werke (Auswahl)
- Renate Riemeck (Hrsg.): Von der Freiheit des Willens und andere Schriften. Verlag Freies Geistesleben, Stuttgart 1981, ISBN 3-7725-0187-7.
- Von der Freiheit des Willens und dem Entwicklungsgesetze des Menschen. Brönner, Frankfurt am Main 1835 (online in der Google-Buchsuche).
- Untersuchungen über den Lebensmagnetismus und das Hellsehen. 2. Auflage. Brönner, Frankfurt am Main 1837 (online in der Google-Buchsuche).